# Rectoria de Santa Maria de Castellar de la Muntanya
La Rectoria de Santa Maria de Castellar de la Muntanya és una obra de la Vall de Bianya (Garrotxa) inclosa a l'Inventari del Patrimoni Arquitectònic de Catalunya.

## Descripció
És una casa rectoral unida a l'església romànica de Santa Maria pel costat sud. Disposa de planta irregular amb ampli teulat a dues aigües i els vessants vers les façanes principals. Aquest edifici va ser bastit amb pedra menuda del país, llevat dels bons carreus que s'utilitzaren per fer les cantoneres i algunes de les obertures. Una finestra orientada a migdia conserva la següent llinda: "HUEGUET	RECTOR 17 81".

## Història
L'any 1826 es va fer una visita pastoral a l'església i se'n va escriure: "Altar mayor. Que halló con ara bien y decentemente adornada y en él fundado el beneficio curado de la Rectoría que obtiene y reside el Pbro. D. Francisco Prat de edad 63 años y 26 de párroco con la obligación de ejercer la cura de almas en la parroquia y en la sufragánea. En dicho altar hay fundado un beneficio bajo la invocación de la Virgen de la concepción por el Pbro. Cayetano Huguet que en el día obtiene el Pbro. Manuel Huguet, residente en Barcelona, con la obligación de celebrar dos misas anuales en donde bien le parezca. Está dotado en propiedad en 2.050 libras cuyos réditos son 65 libras y 10 sueldos. Posteriormente se ha aumentado este beneficio y se cree que es congruo. Es de patronato de los herederos de Huguet de Vilallonga".